# Clinch County
Clinch County je okres ve státě Georgie ve Spojených státech amerických. K roku 2010 zde žilo 6 798 obyvatel. Správním městem okresu je Homerville. Celková rozloha okresu činí 2 135 km². Vznikl v roce 1850.